# Физическая система
Физическая система — это объект физических исследований, множества взаимосвязанных элементов, отделённых от окружающей среды, которые взаимодействуют с ней как единое целое. При этом под элементами следует понимать физические тела или другие физические системы. Взаимодействие физической системы с окружением, а также связь между отдельными составляющими этой физической системы реализуется с помощью фундаментальных физических взаимодействий (гравитация, электромагнитное взаимодействие, сильное взаимодействие, слабое взаимодействие) или взаимодействий, которые сводятся к фундаментальным (трение, упругость, вес, адгезия и др.). Выделение конкретной физической системы из окружения зависит от конкретных целей и задач исследований.
Примерами физических систем являются атом, атомное ядро, галактика, идеальный газ, колебательный контур, математический маятник, Солнечная система, твёрдое тело и т. д.

## Классификация физических систем
- По разделу физики, описывающему их поведение, физические системы разделяют[2] на механические, термодинамические, электрические, магнитные, электромагнитные, оптические, квантовые, атомные, ядерные и т. д. Некоторые сложные физические системы требуют применения законов и методов различных разделов физики и не могут быть причислены к определённому классу.

- По характеру взаимодействия с окружением выделяют изолированные (замкнутые), закрытые и открытые системы.

При рассмотрении изолированных физических систем часто допускают, что система может иметь связь некоторого типа с внешней средой. Например, предполагается, что на замкнутую механическую систему не действуют внешние силы и моменты сил (или их равнодействующая равна нулю), то есть нет обмена механической энергией, но допускается возможность теплообмена с окружающей средой. Изолированная термодинамическая система не имеет теплообмена с окружающей средой, но на неё могут действовать механические силы, то есть есть обмен механической энергией. 
Полностью изолированная физическая система является абстракцией, которая используется при построении моделей, предназначенных для рассмотрения внутренних процессов в физических системах, когда внешними воздействиями можно пренебречь. Но, как следует из общей теории систем, такая система не имеет входов и выходов. Поэтому она не может никоим образом влиять на окружающую среду, а внешний наблюдатель не может держать любую информацию о такой системе.
- По принципу изменения свойств системы во времени физические системы делят на статические и динамические.

## Свойства физических систем
Часто действие окружения на физическую систему задаётся в виде полей: электрического поля, магнитного поля и т. д. Такие поля называются внешними в отличие от полей, которые создают тела в самой физической системе.
Другими видами воздействия на физическую систему являются внешнее облучение, освещение и т. д.